# 하마데라 공원
하마데라 공원(일본어: 浜寺公園)은 일본 오사카부 사카이시와 다카이시시에 걸쳐 해안에 있는 공원이다.